# Bogos (ahlon)
Els bogos (o ahlons) són els membres d'un grup ètnic de la regió dels Altiplans de Togo que parlen la llengua igo. En aquest país hi ha 6.500 bogos. El seu codi ètnic és NAB59b i el seu ID de grup ètnic és 10325.
Els bogos viuen a la zona de l'aldea Sassanou, al cantó de Bogo-Ahlon, a la prefectura d'Apeyeme, a la regió dels Altiplans de Togo, a prop de la frontera amb Ghana.

## Religió
El 85% dels bogos són cristians i el 15% creuen en religions africanes tradicionals. El 60% dels bogos cristians són protestants i el 40% pertanyen a esglésies cristianes independents. El 13% dels bogos cristians són evangelistes.